# Homocistinúria
Les homocistinúries (o hiperhomocisteïnèmies) són set trastorns hereditaris bioquímica i clínicament diferents relacionats amb el metabolisme dels aminoàcids i l'acumulació d'aquests. Concretament, es caracteritzen per un augment de la concentració de l'aminoàcid sulfurat homocistina en sang i en orina, causant homocistinúria (elevats nivells d'homocistina lliure al plasma) i/o hiperhomocisteïnèmia (augment de la concentració plasmàtica total d'homocisteïna i homocistina, tant lliure com unida a proteïnes).
La forma més freqüent es deu a una disminució de l'activitat de la cistationina-β-sintetasa, enzim que converteix la metionina en cisteïna. La resta de formes (d'incidència molt més baixa i amb pocs casos descrits) són conseqüència d'un trastorn de la conversió d'homocisteïna a metionina, reacció catalitzada per l'homocisteïna-metiltetra hidrofolat metiltransferasa i els cofactors metiltetrahidrofolat i metilcobalamina (o metil-vitamina B₁₂).

## Història i epidemiologia
L'homocistinúria va ser descrita per primera vegada l'any 1962 per la doctora Nina Carson a Irlanda del Nord, a partir de la troballa de grans quantitats d'homocistina excretada per l'orina en nens amb retard mental i dues germanes que presentaven luxació del cristal·lí i alteracions esquelètiques. En un primer instant, es va relacionar la malaltia amb un dèficit enzimàtic de cistationina-β-sintetasa, però investigacions posteriors van demostrar que no es tractava d'una malaltia única, de manera que es va començar a utilitzar el terme homocistinúria per referir-se a tots els errors hereditaris dels metabolisme dels aminoàcids sulfurats que provoquen una acumulació d'homocistina i/o homocisteïna a la sang i a l'orina.
Es tracta d'unes malalties molt poc freqüents, amb una incidència d'1 per cada 200.000 habitants. Tot i així, l'afectació en nounats vius a Irlanda és major que a la resta del món, amb xifres d'1 malalt per cada 60.000 naixements.

## Bases fisiopatològiques

### Introducció a les bases bioquímiques
L'homocistinúria és un defecte del metabolisme causat per la deficiència d'alguns enzims que intervenen en el catabolisme de la metionina, com la metiltetrahidrofolat reductasa (MTHFR) o la cistationina-β-sintasa (CβS).
Des de la descripció d'un grup de pacients amb defectes genètics que presentaven un augment de l'excreció urinària d'homocistina (dímer d'homocisteïna), l'interès pel metabolisme de la metionina i l'homocisteïna ha augmentat.

### Metabolisme de l'homocisteïna

Metabolisme de l'homocisteïna

La metionina provinent de la dieta o del catabolisme de les proteïnes és transformada, a través de diverses reaccions dutes a terme per les cèl·lules en homocisteïna, i aquí el metabolisme d'aquesta última es bifurca en dues rutes metabòliques: la transsulfuració i la remetilació.
Ruta de la transsulfuració: l'homocisteïna es transforma a cisteïna mitjançant reaccions dependents de vitamina B6. La cistationina-β-sintasa (CβS), catalitza la primera reacció que consisteix en una condensació irreversible de l'homocisteïna amb una molècula de serina per formar cistationina. Seguidament, la cistationina-γ-liasa catalitza la formació de cisteïna i α-oxobutirat a partir de la cistationina obtinguda en la reacció anterior.
Ruta de la remetilació: per a la formació de metioniona, l'homocisteïna es metila mitjançant dues rutes metabòliques independents, on participen els enzims 5-metil-tetrahidrofolat-homocisteína S-metiltransferasa, el qual necessita una font de grups metil que és el 5-metilhidrofolat i un cofactor, la metilcobalamina, i el segon enzim és la betaïna-homocisteïna metiltransferasa, que utilitza la betaïna com a font de grups metil.

### Regulació de les rutes
La concentració plasmàtica de metionina és la que determina el seguiment per part de l'homocisteïna, de la ruta de transsulfuració o bé la de remetilació.
Quan hi ha una concentració alta de metionina s'estimula la transsulfuració. L'augment de S-adenosilmetionina augmenta el flux de la transsulfuració, tot activant la cistationina-β-sintasa, i alhora disminueix la taxa de remetilació inhibint l'enzim metilenotetrahidrofolat.
Si la concentració de metionina en sang disminueix, l'activitat dels enzims canvia en direcció contrària.

### Causes del defecte metabòlic
Deficiència de l'enzim cistationina- β-sintasa: 
La deficiència de cistationina- β-sintasa (CβS) és el defecte bioquímic més comú per aquesta malaltia que en el cas de la deficiència d'aquest enzim concret es coneix com a homocistinúria del tipus I o clàssica. Es coneixen 104 mutacions d'aquesta enzima i la malaltia s'hereta de forma autosòmica recessiva.

Fórmula química de l'aminoàcid cisteïna

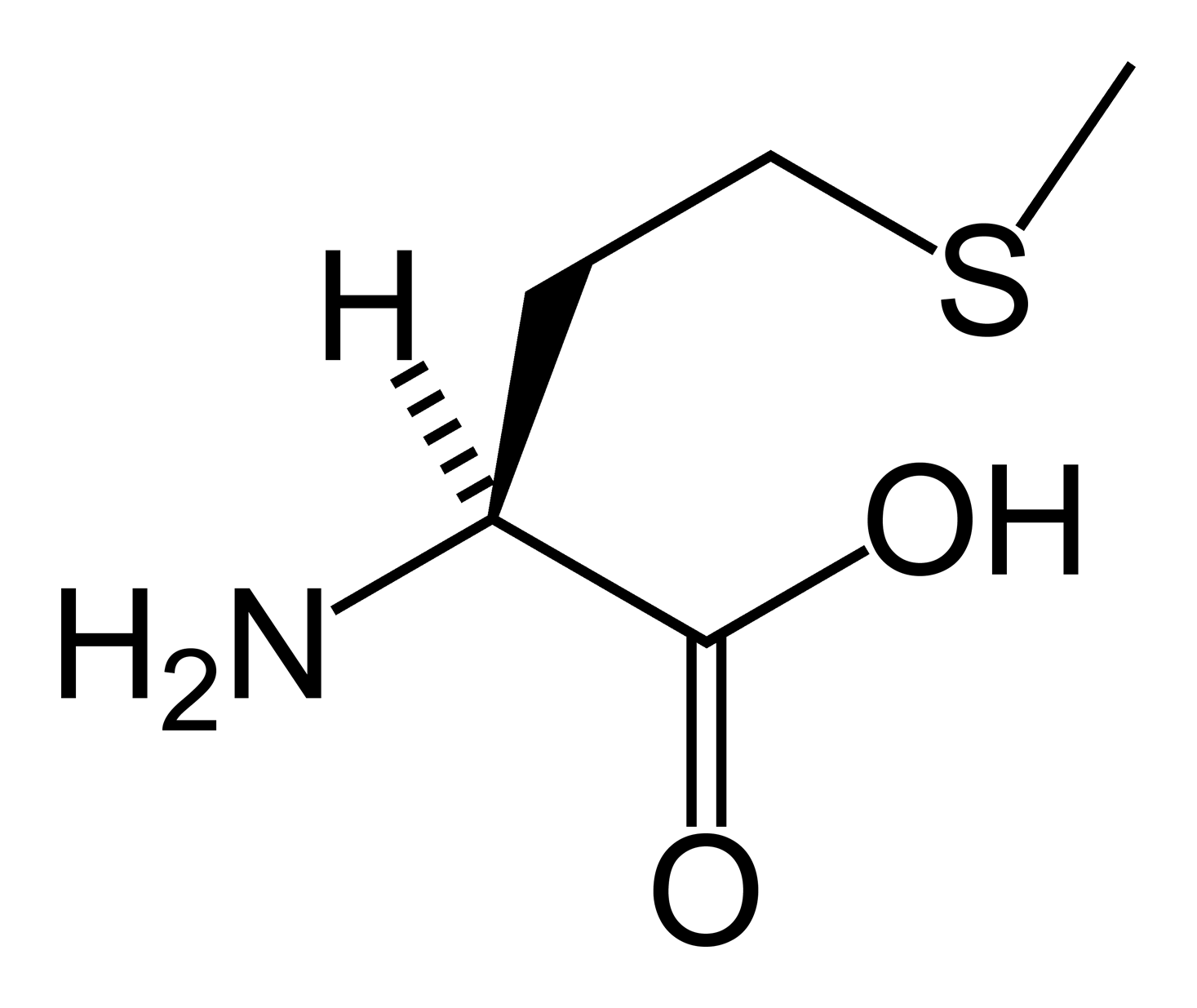
Fórmula química de l'aminoàcid metionina

La deficiència de l'enzim provoca un augment de l'homocisteïna total del plasma, l'excreció de l'homocisteïna en l'orina, elevats nivells de metionina al plasma i una deficiència de cisteïna i cistationina.
La CβS és un homotetràmer format per subunitats de 63 Kda, cada una està unida a dos substrats, el fosfat de pirodoxal (PLP) i la adenosilmetionina. El polipèptid té 551 aminoàcids.
Alteració de la remetilació o de la síntesi de metionina:
Degut a alteracions en el metabolisme d'àcid fòlic o al dèficit de cobalamina, pot haver un subministrament inadequat del cosubstrat 5-metiltetrahidrofolat o del coenzim metilcobalamina, fets que poden provocar altres formes d'homocistinúria.
S'ha demostrat també que en alguns casos, les causes d'homocistinúria es poden atribuir a deficiències nutricionals, alteracions renals i alguns fàrmacs.
En el cas de la nutrició, la deficiència de folat, a més de provocar anèmia megaloblàstica, indueix homocistinúria. La deficiència de cobalamina i de la vitamina B6 per la nutrició també pot ser un dels responsables de la malaltia.
En pacients amb deficiència renal crònica, augmenta l'homocisteïna en sang i en alguns tractaments farmacològics, com antifolats, antivitamina B₁₂ i antagonistes de la vitamina B6, inhibeixen alguns enzims provocant l'augment de l'homocisteïna en sang.

## Bases genètiques

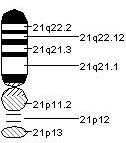
Cromosoma 21

L'homocistinúria és una malaltia amb un patró d'herència autosòmica recessiva. Això significa que per patir la malaltia, els dos al·lels del gen han d'estar alterats. Això no obstant, encara que els individus que només tenen un dels al·lels afectats no pateixen la malaltia, tenen més probabilitat de patir un dèficit de vitamina B₁₂ i àcid fòlic.
Les formes més habituals d'homocistinúria són causades per mutacions en els gens CBS, MTHFR, MTR, i MTRR.
El gen CBS és el responsable de la síntesi de cistationina-β-sintasa (CβS). Està ubicat al cromosoma 21q22.3, té 28.046 nucleòtids i conté 23 exons. Mutacions en aquest gen alteren la funció d'aquest enzim i, com a resultat, s'acumula cistina i altres substàncies tòxiques a la sang.
Altres formes menys comuns d'homocistinúria són causades per mutacions en altres gens: MTHFR, MTR, i MTRR. Aquests gens codifiquen la síntesi de proteïnes implicades en la ruta de la remetilació. Per tant, si hi ha una mutació en algun d'aquests gens, no es podrà formar metionina a partir d'homocisteïna i aquesta s'acumularà al plasma, causant els símptomes de la malaltia.

## Dèficit de cistationina-β-sintetasa (CβS) o Homocistinúria clàssica
El dèficit de l'enzim CβS augmenta la concentració de metionina i homocistina en els líquids corporals, i disminueix la de cisteïna i cistina.

### Clínica
L'homocisteïna, que es troba en concentracions superiors a les normals en pacients homocistinúrics per dèficit de CβS, interfereix en la formació d'enllaços creuats del col·lagen, efecte que té un paper important en moltes de les complicacions derivades.
Es tracta d'un trastorn multisistèmic, d'inici lent i curs progressiu (els primers símptomes apareixen al període lactant però són inespecífics, no s'acostuma a diagnosticar fins passats els dos anys de vida). Les manifestacions clíniques característiques de l'homocistinúria clàssica són:
- Luxació del cristal·lí (ectopia lentis): provocada per l'alteració del col·lagen del lligament suspensori del cristal·lí, que el fa desplaçar generalment en direcció inferior. Aquesta anomalia sol aparèixer entre els 3 i 4 anys i la desenvolupen més del 80% dels pacients. Amb freqüència causa glaucoma i disminució de l'agudesa visual i en alguns casos també ocasiona despreniment de retina, cataractes i atròfia òptica.

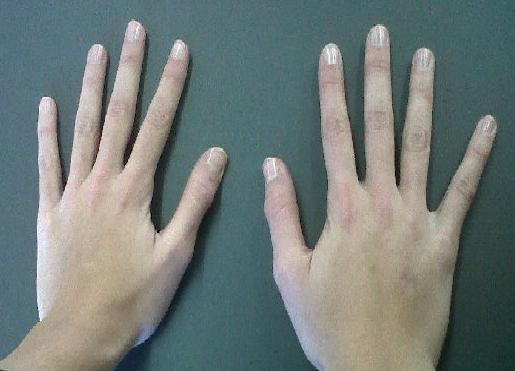
Aracnodactília

- Osteoporosi: derivada de la mala síntesi del col·lagen de la matriu òssia. S'observa en dos terços dels pacients, però rarament dona manifestacions clíniques greus. Els pacients acostumen a ser alts, amb extremitats llargues (per això la relació segment superior/segment inferior està reduïda) i a presentar aracnodactília. És relativament freqüent que tinguin escoliosi i col·lapse vertebral.

- Trombosis vasculars: com que el col·lagen és la substància fonamental de les parets dels vasos sanguinis, els errors en la seva estructura pot predisposar a trombosis oclusives en artèries i venes per lesions en l'endoteli vascular, agreujades per un augment de l'adhesivitat plaquetària derivada de l'acumulació d'homocisteïna. Les complicacions vasculars, potencialment mortals, constitueixen la causa principal de mortalitat i morbiditat, especialment l'infart tissular prematur provocat per l'oclusió de les artèries coronàries, renals i cerebrals. Aquest risc augmenta durant l'embaràs i després del part.

- Retard mental: es creu que és conseqüència dels accidents cerebrovasculars recidivants (secundaris a la malaltia trombòtica), però no es descarta que existeixi un efecte químic directe sobre el metabolisme de les cèl·lules cerebrals. Aproximadament la meitat dels malalts en pateixen i acostuma a anar acompanyat d'alteracions de la conducta poc definides i, en un 20% dels casos, de convulsions.

### Diagnòstic
Existeixen diferents mètodes per diagnosticar l'homocistinúria per dèficit de CβS
El mètode més senzill és el test de Brand o prova del cianur-nitroprusiat, que serveix per determinar si l'eliminació per l'orina de compostos que contenen sulfidril està augmentada respecte als valors normals.
Per confirmar el diagnòstic es necessiten altres proves, com la determinació dels nivells de metionina i homocisteïna lliures al plasma (es veuen augmentats en aquest tipus de malalts) i la valoració de l'activitat de la CβS en extractes tissulars o cultius cel·lulars.
Generalment les proves es realitzen si es tenen sospites a favor de la malaltia, però alguns països han inclòs en els seus programes de cribratge la detecció neonatal i el diagnòstic prenatal per anàlisi enzimàtica o la mesura de l'homocisteïna en el líquid amniòtic. També s'han desenvolupat anàlisis genètiques directes pel defecte i diagnòstic de portadors.

### Tractament
No existeix cap tractament curatiu de la malaltia actualment (es tracta d'una malaltia genètica), però si diverses mesures preventives o destinades a alleugerir els símptomes i signes, però per tal que el tractament sigui eficaç és fonamental el diagnòstic precoç.
En general els pacients han de seguir dietes de restricció de metionina i amb quantitats elevades de cistina, a més de prendre suplements vitamínics en forma de piridoxina oral, que provoca un descens dels nivells plasmàtics i urinaris de metionina i homocistina, alhora que augmenta la concentració de cistina als líquids corporals.

## Dèficit de 5,10-metilentetrafolat reductasa
El dèficit en l'enzim fa que no es sintetitzi correctament el cofactor 5-metiltetrahidrofolat, necessari per a la formació de metionina a partir d'homocisteïna alhora que per la síntesi d'ADN i ARN. Per tant, en aquest cas els nivells de metionina són més baixos dels habituals i els d'homocistina i homocisteïna són superiors.

### Clínica
S'ha informat de molt pocs casos d'aquesta variant de l'homocistinúria, de manera que es té poca informació de les manifestacions clíniques derivades.
El dèficit de metionina i l'alteració de la síntesi dels àcids nucleics contribueixen a l'aparició de disfuncions del sistema nerviós central. Els casos més greus presenten retard en el desenvolupament amb atròfia cerebral precoç, episodis d'apnea i convulsions i alteracions de la conducta (catatonia), alteracions psicòtiques (esquizofrènia) o retard mental de moderat a sever. La gravetat de les manifestacions reflecteix la intensitat de la deficiència de la reductasa.
L'acumulació d'homocistina predisposa a la tromboembòlia vascular, pels mateixos motius que en el cas anterior.

### Diagnòstic
El principal mètode diagnòstic és l'anàlisi de les concentracions d'aminoàcids als líquids corporals. En cas de presentar un augment de la concentració d'homocistina lliure i una concentració normal o reduïda de metionina suggereix un dèficit greu de l'enzim, mentre que nivells d'homocisteïna lleugerament per sobre dels normals indiquen una disfunció lleu. Per confirmar el diagnòstic és necessari un estudi directe de la concentració de l'enzim en extractes tissulars.

### Tractament
L'experiència terapèutica és limitada. S'ha vist que els suplements de folats, metionina o betaïna redueixen l'eliminació d'homocistina en orina i milloren les manifestacions clíniques en alguns pacients. La piridoxina i la vitamina B₁₂ s'han utilitzat amb èxits limitats.

## Dèficit de la síntesi de coenzims de la cobalamina (vitamina B₁₂)
Aquest grup de trastorns de la conversió d'homocisteïna a metionina inclou cinc dels set tipus d'homocistinúries. A diferència dels anteriors, el defecte es troba en la síntesi de vitamina B₁₂, cofactor de l'enzim encarregat de fer la conversió. Alhora es veu alterat el coenzim adenosilcobalamina, necessari per a la isomerització de la metilmalonil-CoA a succinil-CoA. Com a conseqüència, s'acumula àcid metilmalònic als líquids corporals.

### Clínica
Degut al reduït nombre de casos descrits fins a l'actualitat, es coneix poc dels símptomes i signes de l'homocistinúria per dèficit de vitamina B₁₂. Tampoc és possible definir una síndrome clínica específica per cadascun dels defectes de la cobalamina.
Les principals manifestacions clíniques són: retard en el desenvolupament, demència, espasticitat i anèmia megaloblàstica. El deteriorament neurològic que pateixen és ràpid i progressiu, arribant a nivells importants d'atròfia cerebral, i és bastant freqüent l'aparició de convulsions.

### Diagnòstic
La presència d'homocistinúria, homocistinèmia i hipometioninèmia en les anàlisis sanguínies són signes característics d'aquests trastorns. En alguns casos, la troballa d'acidèmia metilmalònica ajuda a l'hora de fer el diagnòstic. El diagnòstic definitiu depèn de la demostració de la síntesi defectuosa dels coenzims en cultius cel·lulars.

### Tractament
El tractament principal és l'administració de suplements de cobalamina, que fa que l'eliminació d'homocistina i metilmalonat es redueixi fins a valors gairebé normals. En alguns casos el tractament també aconsegueix disminuir en un grau variable els dèficits hematològics i neurològics ocasionats. En qualsevol cas, el millor mètode per aconseguir un bon pronòstic és la intervenció precoç.